# Universität Oslo

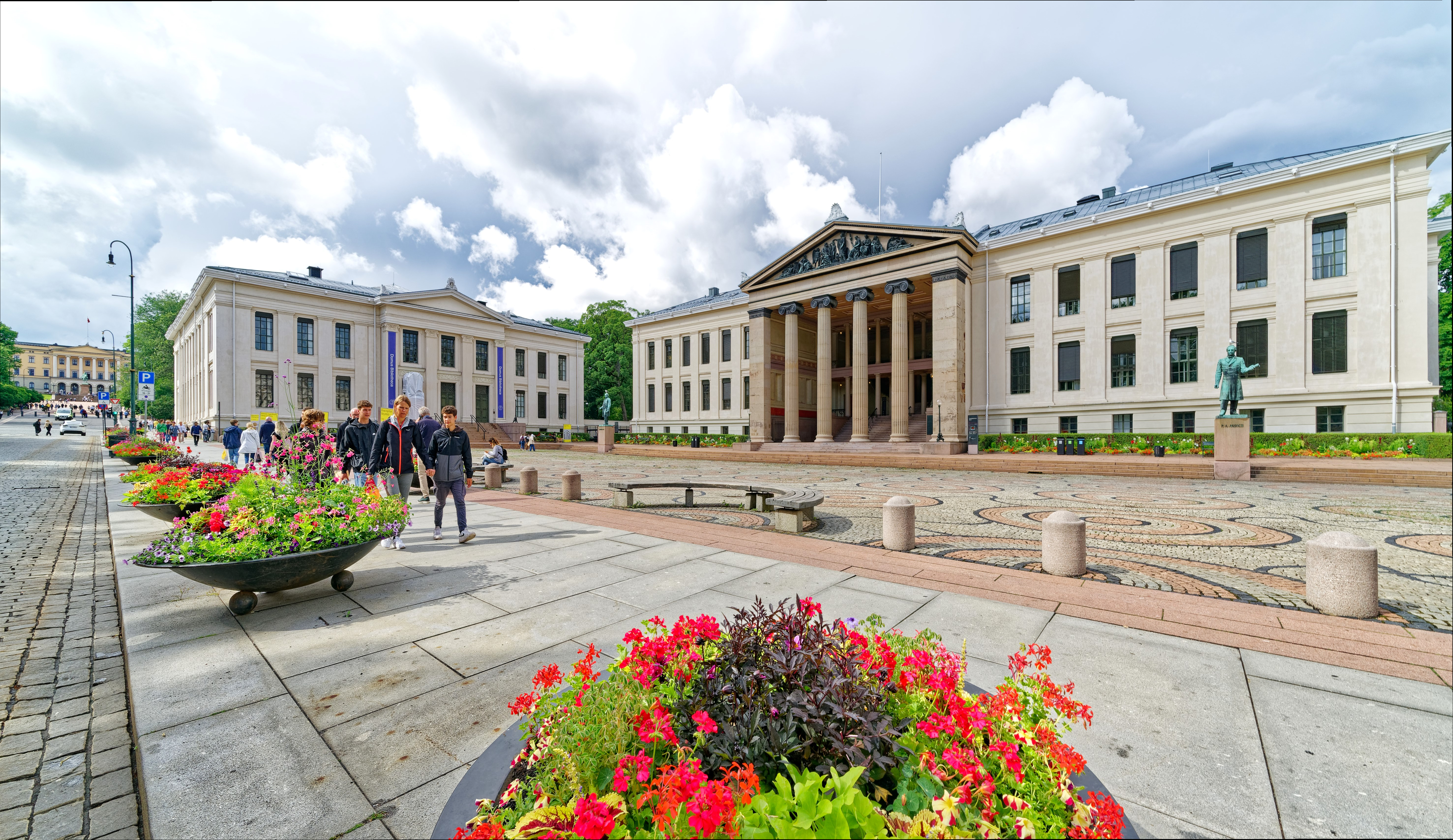
Die juristische Fakultät der Universität Oslo (Domus Media (rechts) und Domus Bibliotheca). Eine große Inspiration für diese Bauten war das Alte Museum in Berlin.

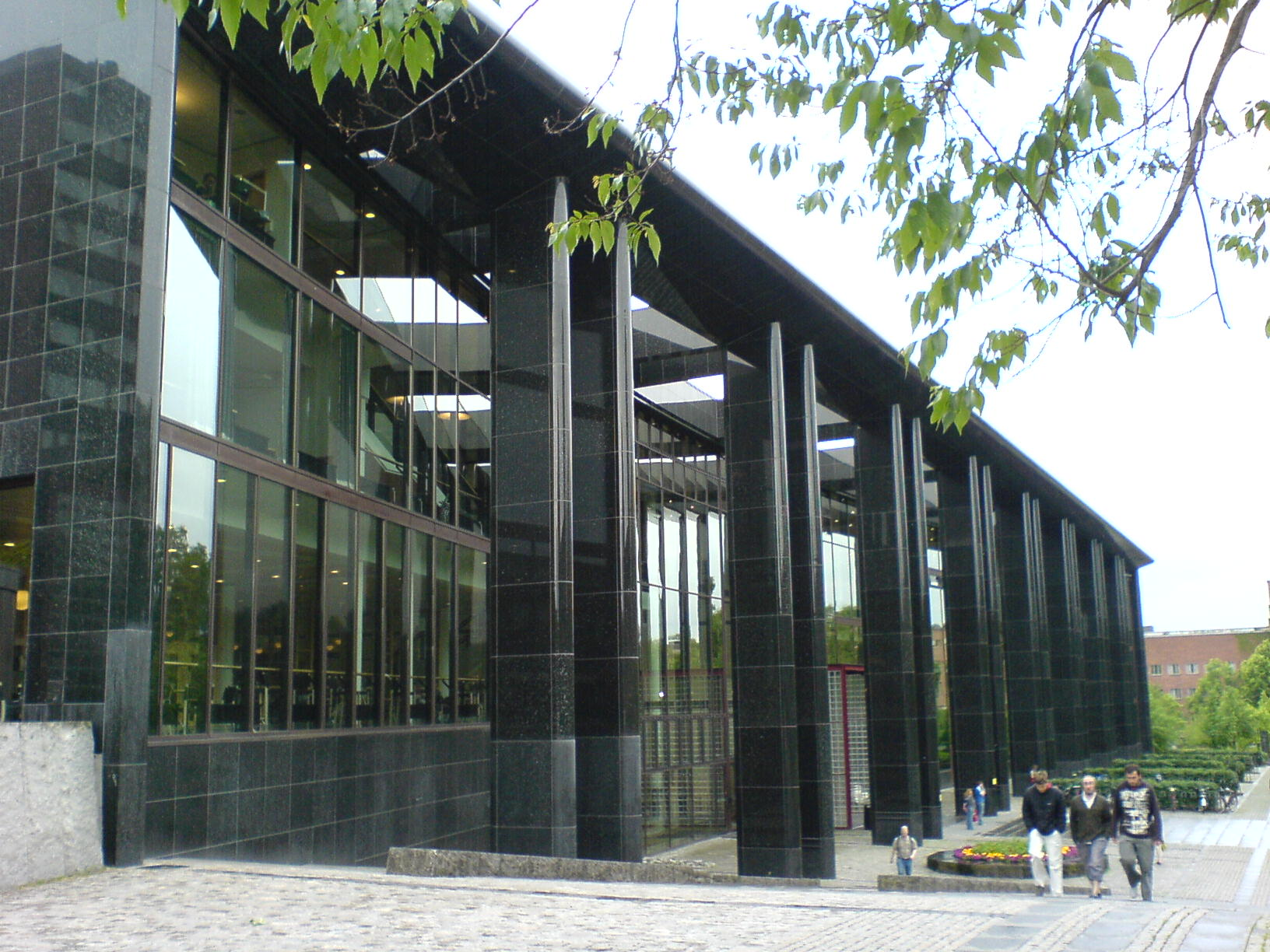
Die neue Universitätsbibliothek am Blindern Campus

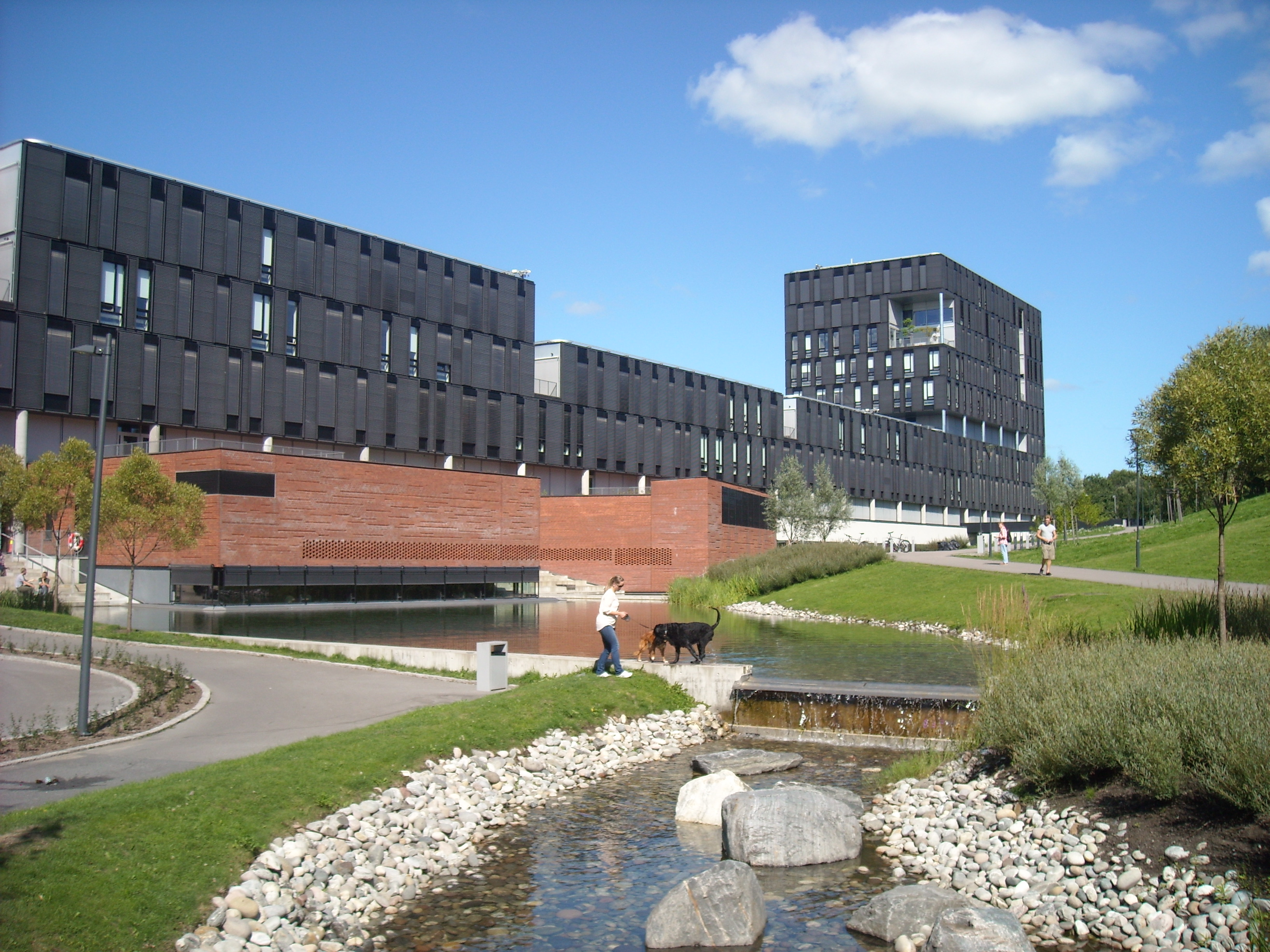
Das neue Gebäude der Informatik am Blindern Campus

Die Universität Oslo (norwegisch Universitetet i Oslo, lateinisch Universitas Osloensis) ist mit rund 26.000 Studierenden und 7.200 Angestellten (Stand: 2023) die älteste und zweitgrößte Universität Norwegens.
Sie wurde 1811 als die Königliche Friedrichs-Universität (Universitas Regia Fredericiana, norwegisch/dänisch Det Kongelige Frederiks Universitet) nach dem Vorbild der Humboldt-Universität gegründet. Sie wurde 1939 in ihren heutigen Namen umbenannt.

## Geschichte
König Friedrich VI. von Dänemark setzte sich lange Zeit gegen die Idee einer Universität in dem zu Dänemark gehörenden Norwegen ein, da er befürchtete, damit separatistische Gefühle zu unterstützen. Allerdings konnte er bei einer Kampagne im Jahr 1811 überzeugt werden, und Norwegen erhielt seine erste Universität: die Königliche Friedrichs-Universität. 1813 wurde die Universität dann in Christiania gegründet und startete mit zunächst sieben Professoren und 18 Studenten. Ein Jahr später erklärte sich Norwegen als unabhängig von Dänemark.
1882 begann Cecilie Thoresen als erste Studentin an der Königlichen Friedrichs-Universität zu studieren. Die erste Professorin war Kristine Bonnevie 1912. Sie erhielt ihre Professur ein Jahr bevor in Norwegen die Frauen das Wahlrecht bekamen.
Die Königliche Friedrichs-Universität wurde 1939 in Universität Oslo (norwegisch Universitetet i Oslo) umbenannt.
1999 wurde das neue Gebäude für die Universitätsbibliothek eröffnet (Georg Sverdrups hus). Es ersetzt das alte Gebäude, das 1913 gebaut worden war.
Am 2. September 2011 feierte die Universität Oslo ihren 200. Geburtstag.

## Organisation
Die Universität ist in acht Fakultäten unterteilt, welche sich wiederum in Abteilungen (Departments) gliedern. Darüber hinaus sind drei Museen (das Kulturhistorisk Museum, das Naturhistorisk Museum sowie das Museum für Universitätsgeschichte) und die Baronie Rosendal, das heute ebenfalls ein Museum ist, an die Universität angegliedert. Außerdem gehört die Bibliothek und eine Reihe von interdisziplinären Zentren zu den Einrichtungen der Universität Oslo. Die wissenschaftlichen Einrichtungen an der Universität sind (Stand: Juli 2015):
- Evangelisch-lutherisch-theologische Fakultät

- Rechtswissenschaftliche bzw. Juristische Fakultät:
  - Department für Kriminologie und Soziologie des Rechts
  - Department für Privatrecht
  - Department für Öffentliches Recht und Völkerrecht / Internationales Recht
  - Skandinavisches Institut für Seerecht
  - Zentrum für Europäisches Recht
  - Norwegisches Zentrum für Menschenrechte

- Medizinische Fakultät
  - Institut für Gesundheit und Gesellschaft
  - Institut für "Basic Medical Sciences"
  - Institut für klinische Medizin
  - Biotechnologisches Zentrum Oslo (BiO)
  - Norwegisches Zentrum für Molekularmedizin (NCMM)
  - Norwegisches Zentrum zur Erforschung von Geisteskrankheiten (NORMENT)
  - Zentrum für Immunsystem (CIR)
  - Zentrum für Krebs-Biomedizin (CCB)

- Geisteswissenschaftliche Fakultät (bis 2005: Historisch-Philosophische Fakultät)
  - Department für Archäologie, Konservierung und Geschichte
  - Department für Kulturstudien und Sprachen (Romanische Philologie, Slawistik, Anglistik, Amerikanistik etc.)
  - Department für Philosophie, Antike, Kunstgeschichte
  - Department für Literatur, Kulturraumforschung und Europäische Sprachen
  - Department für Linguistik und Skandinavistik
  - Department für Medien und Kommunikation
  - Department für Musikwissenschaft
  - Zentrum für Ibsen-Studien
  - Zentrum für "Study of mind in nature"
  - Zentrum für "Mehrsprachigkeit in der Gesellschaft über die Lebensspanne"
  - Norwegisches Institut in Rom
  - Norwegisches Universitätszentrum in St. Petersburg

- Mathematisch-Naturwissenschaftliche Fakultät
  - Department für Biowissenschaften
  - Fakultätsabteilung für Pharmazie
  - Institut für Theoretische Astrophysik
  - Department für Physik
  - Department für Informatik
  - Department für Geowissenschaften
  - Department für Chemie
  - Department für Mathematik
  - Zentrum für Angewandte Mathematik
  - Zentrum für Erdentwicklung
  - Zentrum für Ökologische und Evolutionäre Synthese
  - Zentrum für Materialforschung und Nanotechnologie
  - Zentrum für Entrepreneurship
  - Norwegisches Zentrum für Lehre
  - Zentrum für Theoretische Chemie und Computer-Chemie (CTCC)

- Zahnmedizinische Fakultät
  - Department für orale Biologie
  - Institut für Klinische Zahnmedizin

- Gesellschaftswissenschaftliche Fakultät
  - Department für Soziologie und Anthropogeographie
  - Department für Politologie
  - Department für Psychologie
  - Department für Sozialanthropologie
  - Department für Volkswirtschaft
  - Zentrum für Europäische Studien (Arena)
  - Zentrum für Geschlechterforschung und Gleichheitsforschung (ESOP)
  - Zentrum für Technologie, Innovation und Kultur (TIK-centre)

- Pädagogische (bzw. Erziehungswissenschaftliche) Fakultät
  - Department für Lehrerbildung und Schulforschung
  - Department für Sonderpädagogik
  - Department für Erziehung
  - Zentrum für Schulleistungsuntersuchung (CEMO)
  - Zentrum für Lehr-Lern-Forschung in der Lehrerausbildung (ProTed)

## Nobelpreisträger
Die Universität hat bislang sechs Nobelpreisträger hervorgebracht bzw. beschäftigt:
- Fridtjof Nansen (1861–1930), Friedenspreis (1922)
- Ragnar Anton Kittil Frisch (1895–1973), Wirtschaft (1969)
- Odd Hassel (1897–1981), Chemie (1969)
- Willy Brandt (1913–1992), Friedenspreis (1971)
- Ivar Giaever (1929–2025), Physik (1973)
- Trygve Haavelmo (1911–1999), Wirtschaft (1989)

## Siegel

Eine ältere Version des Siegels der Universität

Das Siegel der Universität Oslo zeigt Apollo mit der Leier und stammt aus dem Jahr 1835. Das Siegel wurde mehrfach im Laufe der Zeit überarbeitet, zuletzt im Jahr 2009.